# Маккорд-Бенд (Міссурі)
Маккорд-Бенд (англ. McCord Bend) — селище (англ. village) в США, в окрузі Стоун штату Міссурі. Населення — 212 особи (2020).

## Географія
Маккорд-Бенд розташований за координатами 36°47′15″ пн. ш. 93°30′11″ зх. д. / 36.78750° пн. ш. 93.50306° зх. д. (36.787442, -93.503061).  За даними Бюро перепису населення США в 2010 році селище мало площу 0,84 км², з яких 0,76 км² — суходіл та 0,08 км² — водойми.

## Демографія
Згідно з переписом 2010 року, у селищі мешкало 297 осіб у 114 домогосподарствах у складі 78 родин. Густота населення становила 354 особи/км².  Було 155 помешкань (185/км²).
Расовий склад населення:
| - 96,0 % — білих - 0,7 % — корінних американців - 0,3 % — чорних або афроамериканців - 0,3 % — азіатів |

До двох чи більше рас належало 2,7 %. Частка іспаномовних становила 2,7 % від усіх жителів.
За віковим діапазоном населення розподілялося таким чином: 24,2 % — особи молодші 18 років, 59,3 % — особи у віці 18—64 років, 16,5 % — особи у віці 65 років та старші. Медіана віку мешканця становила 41,3 року. На 100 осіб жіночої статі у селищі припадало 95,4 чоловіків;  на 100 жінок у віці від 18 років та старших — 108,3 чоловіків також старших 18 років.
Середній дохід на одне домашнє господарство  становив 27 045 доларів США (медіана — 22 500), а середній дохід на одну сім'ю — 29 916 доларів (медіана — 21 563). Медіана доходів становила 24 318 доларів для чоловіків та 25 000 доларів для жінок. За межею бідності перебувало 52,1 % осіб, у тому числі 60,8 % дітей у віці до 18 років та 38,0 % осіб у віці 65 років та старших.
Цивільне працевлаштоване населення становило 87 осіб. Основні галузі зайнятості: мистецтво, розваги та відпочинок — 20,7 %, будівництво — 19,5 %, освіта, охорона здоров'я та соціальна допомога — 17,2 %.